# The Canyon of Light
The Canyon of Light  is een Amerikaanse stomme film uit 1926 onder regie van Benjamin Stoloff met in de hoofdrollen Tom Mix, Dorothy Dwan, Barry Norton, Ralph Sipperly, Will Walling en Carmelita Geraghty. Destijds werd de film in Nederland uitgebracht onder de titel Sla maar raak. De film is wellicht zoekgeraakt.

## Verhaal
Ricardo Deane, de makker van Tom Mills, is gesneuveld in Frankrijk tijdens de Eerste Wereldoorlog. Na de oorlog wordt Tom uitgenodigd om de familie van Ricardo aan de Mexicaans-Amerikaanse grens te bezoeken. Eenmaal daar ontdekt hij dat Ed Bardin, de schoonbroer van Ricardo, niet alleen zijn vrouw bedriegt maar bovendien een bandiet is die zich voordoet als Tom. Uiteindelijk wordt de bende van Bardin gevangengenomen en wint Tom het hart van Concha, de zus van Ricardo.

## Rolverdeling
| Acteur             | Personage     |
| ------------------ | ------------- |
| Tom Mix            | Tom Mills     |
| Dorothy Dwan       | Concha Deane  |
| Barry Norton       | Ricardo Deane |
| Ralph Sipperly     | Jerry Shanks  |
| Will Walling       | Cyrus Dean    |
| Carmelita Geraghty | Ellen Bardin  |
| Carl Miller        | Ed Bardin     |
| Duke R. Lee        | Joe Navardo   |